# وزیر اعظم
وزیر اعظم، مقامی بود که در امپراتوری‌های مسلمان برای وزیر ارشد دربار به کار گرفته می‌شد. این لقب برای اولین بار در دوره امپراتوری عباسی و بعداً در امپراتوری‌های مسلمان دیگر همچون؛ سلجوقیان، عثمانی، صفویان و گورکانیان مورد استفاده قرار گرفت. وزیر اعظم بعد از شاه یا پادشاه دومین شخص قدرتمند سیاسی و دارای مهر و موم مخصوص بوده‌است.